# Edward Bettmann

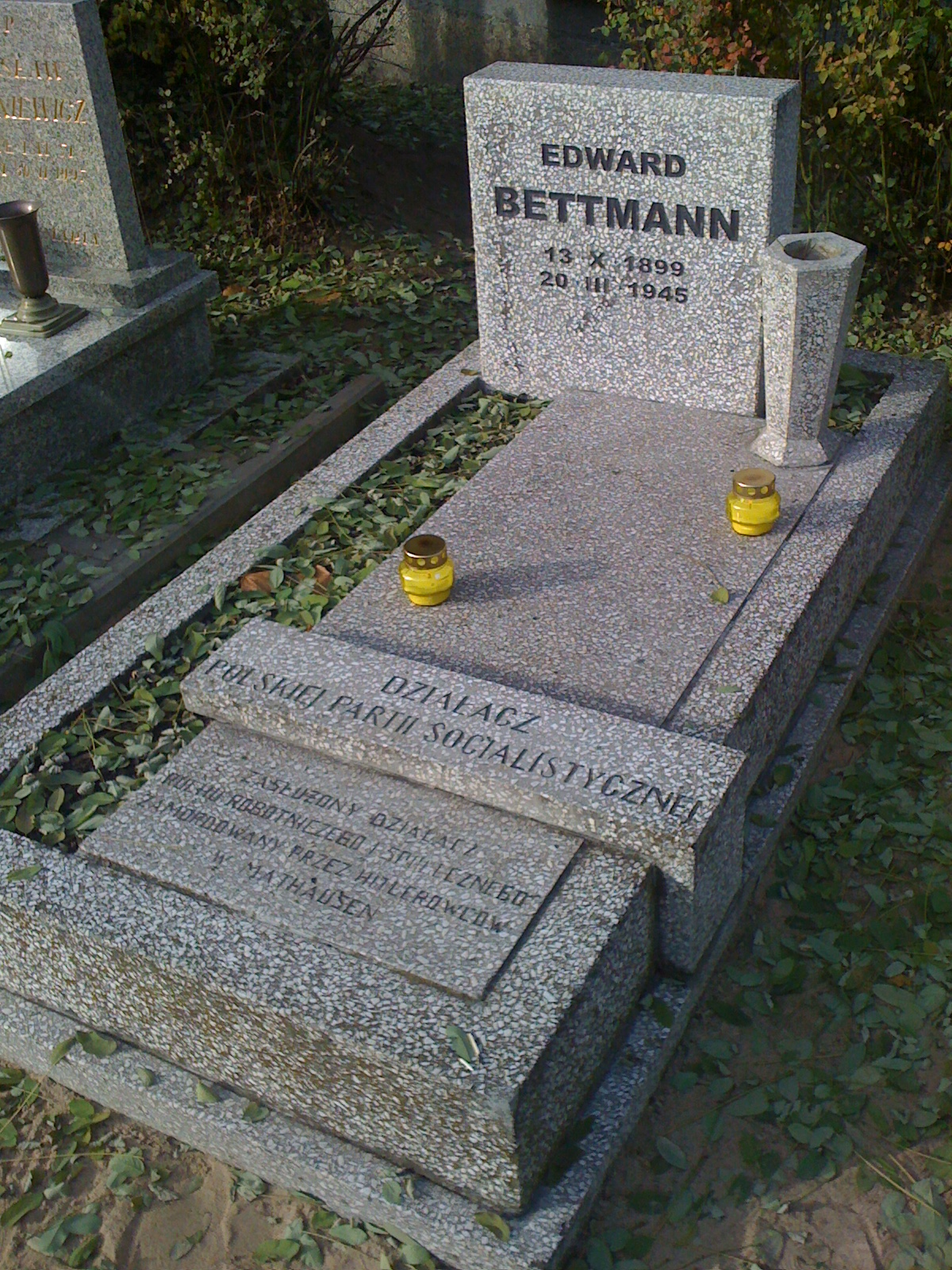
Grób Edwarda Bettmanna

Edward Bettmann (Bethmann) (ur. 13 października 1899 w Duninowie, zm. 20 marca 1945 w Mauthausen) – polski działacz socjalistyczny, związkowy i samorządowy. Poseł na Sejm II kadencji w okresie 1928–1930 Związku Parlamentarnym Polskich Socjalistów. Radny miasta Włocławka. Działacz niepodległościowego ruchu oporu w czasie II wojny światowej. Więzień obozów koncentracyjnych, zamordowany w Mauthausen.

## Życiorys
Syn Maksymiliana, robotnika i majstra we włocławskiej Celulozie oraz Marianny z domu Majewskiej. Po wybuchu I wojny światowej rozpoczął pracę jako robotnik, a następnie magazynier, w fabryce Celulozy, gdzie pracował jego ojciec. Jednocześnie kształcił się na kursach wieczorowych uzyskując świadectwo dojrzałości.
W 1917 wstąpił do tajnej Polskiej Organizacji Wojskowej, a w 1918 do Polskiej Partii Socjalistycznej. W 1920 walczył ochotniczo przeciw bolszewikom w Wojsku Polskim. Od 1922 pracował w radzie Miejskiej jako buchalter. W latach 1919 do 1939 był członkiem włocławskiego Okręgowego Komitetu Robotniczego PPS. W okresie 1926–1928 był przewodniczącym Komitetu Miejskiego PPS, a od 1928 r. skarbnikiem władz okręgowych partii. Dał się poznać jako promotor idei oświaty robotniczej – od powstania Towarzystwa Uniwersytetu Robotniczego w roku 1923 aż do wybuchu II wojny światowej był członkiem zarządu, a następnie przewodniczącym włocławskiego oddziału Towarzystwa.Przewodniczył Radzie Klasowych Związków Zawodowych, Związku Instytucji Użyteczności Publicznej i Stowarzyszeń Spożywców „Łączność”.
W czasie wyborów parlamentarnych w 1928 w okręgu nr 10 (Włocławek, Nieszawa, Lipno), wraz z Zygmuntem Piotrowskim, został wybrany posłem PPS. Jako delegat włocławskiego komitetu okręgowego uczestniczył w XXI Kongresie PPS w Sosnowcu w listopadzie 1928.
Dał się poznać jako ostry krytyk rządów sanacji, przed wyborami „brzeskimi” w sierpniu 1930 został uwięziony, pod zarzutem rzekomej dezercji z wojska w 1920 Przebywał przez kilka miesięcy w więzieniach Grudziądzu i Płocku. Z tego powodu stracił szansę na ponowny udział w wyborach. W 1937 został wybrany do rady miasta z listy PPS. W 1939 został wybrany przewodniczącym okręgowego komitetu robotniczego PPS we Włocławku.
Na początku września 1939 został mianowany cywilnym komendantem obrony miasta. Po upadku Włocławka po raz drugi w swym życiu wstąpił jako ochotnik w szeregi Wojska Polskiego. W październiku 1939 wrócił do miasta i rozpoczął organizację miejskiej PPS-WRN. W związku ze zdekonspirowaniem w maju 1941 przeniósł się wraz z rodziną do Warszawy, gdzie Józef Dzięgielewski skierował go do władz okręgu Żoliborz i mianował go komendantem Milicji Robotniczej PPS-WRN na dzielnicę. 14 lutego 1944 został aresztowany przez Gestapo i osadzony na Pawiaku. Wywieziono go do obozu koncentracyjnego w Gross Rosen, a następnie do obozu w Mauthausen, gdzie został zamordowany 20 marca 1945.
Edward Bettmann spoczął we Włocławku, jego grób znajduje się w alei zasłużonych cmentarza komunalnego.